# Altwustrow

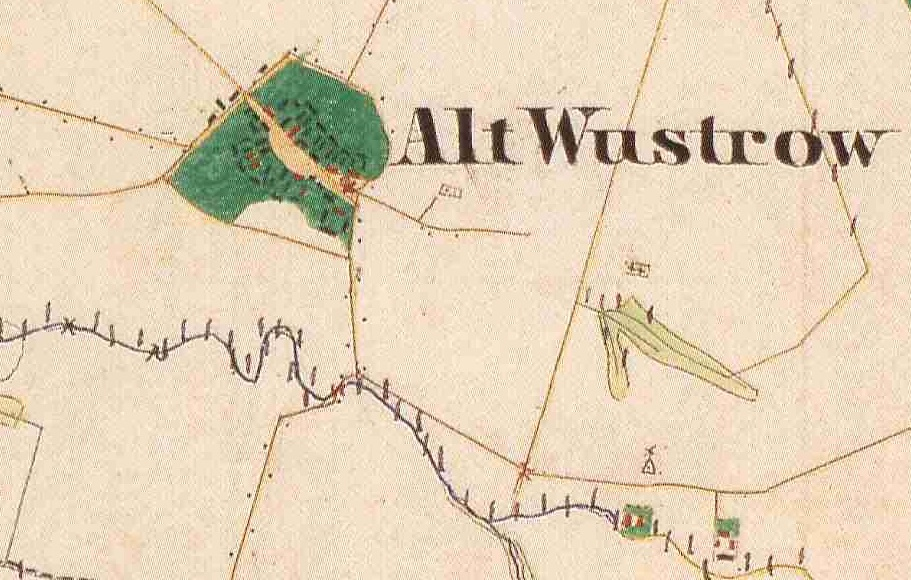
Altwustrow auf dem Urmesstischblatt 3251 Neulewin von 1844

Altwustrow ist ein bewohnter Gemeindeteil im Ortsteil Wustrow der amtsangehörigen Gemeinde Oderaue im Landkreis Märkisch-Oderland (Brandenburg). Bis zum Zusammenschluss mit Neuwustrow im Jahre 1957 zur Gemeinde Wustrow war Altwustrow eine eigenständige Gemeinde. Seit 2003 ist Wustrow ein Ortsteil der Gemeinde Oderaue, die vom Amt Barnim-Oderbruch verwaltet wird.

## Geographische Lage
Altwustrow liegt elf Kilometer östlich von Bad Freienwalde (Oder), fünf Kilometer nordöstlich von Wriezen und zur Oder sind es fünf Kilometer. Im Jahre 2005 lebten in Altwustrow und Neuwustrow etwa 166 Einwohner.

## Geschichte
In einer Urkunde aus dem Jahre 1421 wird das Dorf als Wustraw erstmals erwähnt. Damals gab Benedict Boytel sein Lehnstück in den Dörfern Madlitz, Altwustrow und Großbarnim an seinen Lehensherrn Friedrich I. zurück. Die Bezeichnung Altwustrow kam erst in der zweiten Hälfte des 18. Jahrhunderts auf.
Nach dem ältesten Ortsplan von 1753/4 war (Alt-)Wustrow ein Platzdorf mit radialer Platzstruktur und geradem Abschluss im Nordosten und einem schmalen Zugang im Norden. Wustrow leitet sich von aplb. *Vostrov = Insel(ort) ab, zu urslaw. *ostrovъ- das Umflossene, Flussinsel, auch eine von einem Sumpf umgebene Erhebung. (Alt-)Wustrow liegt auf einem Horst im Oderbruch.
Nachdem Benedict Boytel sein Lehen an seinen Lehensherrn zurückgegeben hatte, belehnte Friedrich I. Ebel, Arnt, Cuno, Hasse, Kersten und Henning von Krummensee, Brüder und Vettern. Der Lehnsanteil des Boytel bzw. der von Krummensee in Altwustrow und Großbarnim bestand aus acht Schock Geld.
1448 wurden die Brüder Peter, Christoph, Hans und Cuno von Eichendorf (Eickendorp) sowie Degenhart von Eichendorf, ihr Vetter neben anderen Lehnstücken mit einem Sechstel von Altwustrow belehnt. Nach dem Schossregister von 1450 saßen in (Alt-)Wustrow 12 Erben, von denen jeder Erbe acht Groschen zinste. Sie gaben nun aber anderthalb Schock Groschen (insgesamt?).
1472 wurden Heinrich, Ebel, Hans, Matthias und Henning von Krummensee, Brüder und Vettern, von Markgraf Albrecht mit Stadt und Schloss Altlandsberg und ihren Besitzungen (wieder-)belehnt, darunter auch fünf Sechstel des Dorfes (Alt-)Wustrow. Das restliche Sechstel gehörte inzwischen den von Barfuß auf Prädikow. 1608 gehörte dieses Sechstel dem Richard und Henning von Barfuß auf Möglin. 1644 war dieses Sechstel an die von Barfuß auf Prädikow gekommen, Hans Dietlof, Sohn des Claus v. Barfuß, Wolf Friedrich, Valtins Sohn, Cune und Hans Henning, Richards Söhne und George Erdmann, Caspars Sohn.
1614 (?1618) gingen die fünf Sechstel des Dorfes Altwustrow von den von Krummensee auf David von der Marwitz über. Im Dreißigjährigen Krieg wurde der Ort geplündert und 1641 in Brand gesetzt. Im April 1668 kaufte Otto von Schwerin vom kinderlosen Hans Dietlof von Barfuß (?–1671) dessen Anteil am Gut Prädikow sowie die Kossäten in Grunow, (Alt-)Wustrow und Groß Barnim für 3.465 Taler. Die Marwitz'schen fünf Sechstel von Wustrow waren anscheinend bis 1689 an den Kurfürsten gefallen. 1693 verlieh sie der Kurfürst dem Otto von Schwerin (II.) zur Herrschaft Alt-Landsberg. 1708 kaufte König Friedrich I. die Herrschaft Alt-Landsberg und wandelte sie in ein landesherrliches Amt um. Schon 1706 war das Gut Prädikow von der Herrschaft Alt-Landsberg abgetrennt und dem Paul Anton von Kameke verliehen worden, darunter ein Sechstel von Altwustrow. 1722 erwarb König Friedrich Wilhelm I. dieses letzte Sechstel von der Witwe des Paul Anton von Kameke. Bis zur Schaffung des Amtes Kienitz 1744 wurde Altwustrow vom Amt Alt-Landsberg verwaltet. Nach 1805 kam es an das Amt Zehden, nach dessen vorübergehender Auflösung 1811 an das Amt Butterfelde. 1840 wurde es vom (Rent-)Amt Zehden verwaltet. Um 1850 wurde es dem (Rent-)Amt Wriezen übertragen. 1872/4 wurde dieses Amt aufgelöst und die Aufgaben dem Kreis Königsberg (Neumark) übertragen.
1751 wohnten in Altwustrow 13 Fischerfamilien. Die Größe der Feldmark, einschließlich des Bruchlandes betrug 2870 Morgen. Nach der Trockenlegung des Oderbruchs hatten die 13 Fischer je 90 Morgen Land erhalten und waren Bauern geworden. Nach Gründung des Dorfes Neuwustrow im Zuge der Oderregulierung 1755 wurde der Ort in Altwustrow umbenannt. 1764 hatte der Ort 114 Einwohner. 1805 zählte der Ort 110 Einwohner, die in 14 Feuerstellen (Häusern) wohnten. Die Feldmark umfasste 1210 Morgen Land und war in 16 Hufen eingeteilt. Die Sozialstruktur der Einwohner war: ein Lehnschulze, zwölf Kossäten, zehn Einlieger, ein Fischer und ein Schmied. 1818 war die Bevölkerungszahl sogar leicht zurückgegangen, in 13 Häuser wohnten 101 Einwohner. 1840 gab es 16 Häuser, in denen 120 Menschen lebten. 1864 wohnten in 15 Häusern 108 Einwohner. 1904 hatte der Ort 130 Einwohner.
Bevölkerungsentwicklung von 1764 bis 1946
| Jahr      | 1764 | 1805 | 1818 | 1840 | 1864 | 1875 | 1895 | 1910 | 1925 | 1939 | 1946 |
| Einwohner | 114  | 110  | 101  | 120  | 108  | 172  | 145  | 144  | 144  | 376  | 503  |

Im Jahre 1770 wurde ein erstes Schulgebäude errichtet, das 1787 bereits erneuert werden musste. 1847/8 wurde das Schulhaus erweitert. Gemeinschaftliches Eigentum der Dorfgemeinschaft war auch das Spritzenhaus am Dorfanger (von 1812), und der 1828 errichtete Gasthof mit angeschlossener Schmiede an der neuen Chaussee nach Zollbrücke.
1789 folgte der Bau der Dorfkirche. Der Friedhof mit Kapelle und Umfassungsmauern war schon 1775 östlich und außerhalb des Dorfes angelegt worden. In den Jahren 1811 und 1812 brannte es im Ort, dabei wurden fünf Höfe und 33 Wirtschaftsgebäude zerstört. Der Dorfanger wurde danach erweitert und die zuvor außerhalb des Angers liegende Kirche in den neuen Dorfanger mit einbezogen. Zwei Höfe siedelten sich 1827 und 1864 außerhalb des Dorfes an. Bis 1844 war auch eine Windmühle südöstlich des Dorfkerns entstanden. 1878–80 wurde die Chaussee von Altreetz, Neuwustrow, Altwustrow über Ferdinandshof nach Zollbrücke, die heutige K6412 ausgebaut. Im Zweiten Weltkrieg erlitt Altwustrow nur geringere Schäden, im Vergleich zu vielen anderen Dörfern im Oderbruch, die z. T. völlig zerstört wurden. 1955 wurde die LPG Typ III „Junge Garde“ gegründet, 1960 die LPG Typ I „1. Mai“.

### Politische Zugehörigkeit
Altwustrow lag vor der Oderregulierung östlich der Oder und gehörte zur Neumark. Auch nach der Oderregulierung Mitte des 18. Jahrhunderts verblieb Altwustrow beim Kreis Königsberg in der Neumark bis 1945, obwohl es nun westlich der Oder lag. Der größte Teil des Kreisgebietes kam dann unter polnische Verwaltung. Das westlich der Oder gelegene Kreisgebiet bestand noch einige Monate nach Kriegsende fort und wurde zum 10. April 1946 aufgelöst. Danach kam Altwustrow zum Kreis Oberbarnim, der in der Kreisreform von 1952 aufgelöst wurde. Ab 1952 gehörte Altwustrow zum neugeschaffenen Kreis Bad Freienwalde. Zum 1. Januar 1957 schlossen sich Altwustrow und Neuwustrow zur Gemeinde Wustrow zusammen. Mit der Wende wurde der Kreis Bad Freienwalde noch in Landkreis Bad Freienwalde umbenannt. Bei der Kreisreform 1993 im Land Brandenburg wurde der Landkreis Bad Freienwalde mit zwei anderen Kreisen zum neuen Landkreis Märkisch-Oderland zusammengeschlossen. 1992 bildete Wustrow zusammen mit 20 anderen Gemeinden die Verwaltungsgemeinschaft Amt Barnim-Oderbruch. Zum 26. Oktober 2003 wurde Wustrow in die Gemeinde Oderaue eingegliedert. Seither ist Wustrow ein Ortsteil der Gemeinde Oderaue, Altwustrow, Neuwustrow und Ferdinandshof sind Gemeindeteile im Ortsteil Wustrow. Die Gemeinde Oderaue ist eine von sechs Gemeinden der Verwaltungsgemeinschaft Amt Barnim-Oderbruch.

## Denkmale und Sehenswürdigkeiten

### Baudenkmale
Die Dorfkirche, das Feuerwehrhaus in der Angerstraße und die Häuser in der Angerstraße 3, 6, 16 und 17 sind nach der Denkmalliste des Landes Brandenburg für den Landkreis Märkisch-Oderland denkmalgeschützt.
- Die Dorfkirche Altwustrow wurde 1789 erbaut und am 18. Oktober 1789 eingeweiht, erst später, im Jahr 1832, kam der Turm dazu. Der Innenraum der Kirche ist im Gegensatz zum schmucklosen Außen reichlich ausgestattet. Der Kanzelaltar, die Empore und das Gestühl sind aus der Bauzeit. Der Taufengel stammt aus dem Jahr 1790. Die handbemalte Papierdecke ist im norddeutschen Raum sehr selten. Die Kirche wurde 2001 mit Hilfe hydraulischer Pressen um 15 cm gehoben. Sie wurde bis zum Jahre 2007 restauriert. 2013 war die Kirche bereits wieder sanierungsbedürftig.[21]

- Das Feuerwehrhaus, ein Fachwerkhaus mit Krüppelwalmdach, wurde 1812 errichtet.

- Die Hofanlage Angerstraße 3 ist ein Vierseithof. Das Haus wurde 1765 erbaut. Es ist ein giebelständiges Haus mit Krüppelwalmdach und hat zwei Geschosse. Das westliche Stallgebäude wurde 1812 erbaut. Es ist ein Fachwerkbau aus Lehm.

- Die Hofanlage Angerstraße 6 war ein Dreiseithof. Das jetzige Haus wurde 1816 erbaut. Der Vorgängerbau ist bei dem Brand 1811 oder 1812 zerstört worden. Es ist ein eingeschossiges Haus mit Krüppelwalmdach. Der Stall wurde 1812 erbaut.

- Die Hofanlage in der Angerstraße 16 brannte bei dem Brand im Jahre 1811 vollständig ab. Darauf wurde der Hof neu erbaut. Von 1881 bis 1893 befand sich eine Molkerei auf dem Hof.

- Der ehemalige Vierseithof in der Angerstraße 17 wurde 1812 nach dem Brand errichtet. Das Wohnhaus wurde eingeschossig in Fachwerkbauweise mit Krüppelwalmdach und Drempel errichtet.

### Bodendenkmale
Die Denkmalliste des Landes Brandenburg für den Landkreis Märkisch-Oderland verzeichnet folgende Bodendenkmale.
Auf dem Gebiet des Dorfes in Nordwest liegt ein Urnengräberfeld aus der Jungeisenzeit.
- Nr. 60029, Flur 1: ein Gräberfeld der Eisenzeit
- Nr. 60030, Flur 1: der Dorfkern aus dem deutschen Mittelalter, Dorfkern der Neuzeit.

## Belege

## Anmerkung
1. ↑  Nach den Kunstdenkmäler(n) des Kreises Königsberg (Neumark) kam Altwustrow zunächst an das 1731 gegründete Amt Wollup, und erst nach 1778 zum Amt Kienitz.